# Ormea
Ormea (piemontiul: Orméa, ligur nyelven: Ormëa) település Olaszországban, Piemont régióban, Cuneo megyében. Lakosainak száma 1478 fő (2023. január 1.). Ormea Armo, Briga Alta, Caprauna, Frabosa Soprana, Magliano Alpi, Pornassio, Roburent, Alto, Cosio di Arroscia, Nasino, Roccaforte Mondovì és Garessio községekkel határos.

## Népesség
A település lakossága az elmúlt években az alábbi módon változott:
| Lakosok száma | 1605 | 1607 | 1478 |
|               | 2017 | 2018 | 2023 |